# Записки Наукового товариства імені Шевченка
«Запи́ски Науко́вого товари́ства і́мені Шевче́нка» («Записки НТШ») — видання, що його випускає Наукове товариство імені Шевченка (НТШ) з 1892 року.
«Записки НТШ» є головним серійним виданням товариства за усіх періодів його існування. Про значення "Записок" писав Аркадій Животко у своїй праці "Історія української преси":
| ...треба лише зазначити їх величезну вагу і ту ролю, яку вони відіграли у формуванні та організації української наукової думки, піднісши її до рівня загальноевропейської науки. |
Упорядником першого тому був Юліан Целевич, двох наступних — Олександр Барвінський. Впродовж 1895—1913 "Записки" виходили під редакцією Михайла Грушевського. У роки Першої світової війни видання виходило в скороченому вигляді. Загалом до 1938 було видано 155 томів.
Однак після приходу на Західну Україну влади більшовиків львівське НТШ було розгромлено, а багато українських науковців подалися в еміграцію. Відтак понад 50 наступних томів «Записок НТШ» було видано Науковим товариством імені Шевченка у США.
Видання було відновлено в Україні 1990 року. Відповідальний редактор нового видання — Олег Купчинський.
Станом на 2019 рік вийшов 271 том «Записок НТШ».